# Coeliadinae
De Coeliadinae zijn een onderfamilie van vlinders uit de familie van de dikkopjes (Hesperiidae).

## Geslachten
- Coeliades Hübner, 1818
  - = Rhopalocampta Wallengren, 1857
  - = Pyrrhiades Lindsey & Miller, 1965
  - = Pyrrhochalcia Mabille, 1904
- Allora Waterhouse & Lyell, 1914
- Badamia Moore, 1881
- Bibasis Moore, 1881
  - = Sartora Swinhoe, 1912
  - = Ismene Swainson, 1820 non Ismene Savigny, 1816 (Crambidae)
  - = Burara Swinhoe, 1893
- Choaspes Moore, 1881
- Hasora Moore, 1881
  - = Parata Moore, 1881